# Стиви Уондър
Стиви Уондър (на английски: Stevie Wonder) е американски музикант и композитор.
Сред видните фигури в американската популярната музика през ХХ век, той печели 26 награди Грами, включително награда за цялостен принос.
Той е 3-то от общо 6 деца в семейството на Калвин и Лула Мей Хардуей. Стиви е незрящ по рождение. Една от причините за усложненията, довели до това е, че се ражда шест седмици преждевременно. Когато е на 4 години, майка му напуска баща му и взима децата си със себе си. Тогава сменя фамилията на Стиви на Морис. Това остава неговото фамилно име. Още много малък, Стиви започва да свири на различни инструменти – пиано, хармоника, барабани и бас. Пее и в църковния хор. Има два брака. През 1970 г. се жени за певицата Сайрита, но през 1972 г. се развеждат. През 2001 г. сключва брак с Кай Милард Морис, от която има две деца. Има и още пет деца от различни връзки. На дванадесетгодишна възраст той подписва договор с музикалната компания Мотаун, за която работи и до днес.
Опитал е всичко – госпъл, соул, суинг, реге, фънк и рок и старателно избягва „музиката на сричките“ както нарича рапа. За него казват, че е „прочел“ по нов начин захаросаната попмузика на 1970-те. Всяка песен, която е изпял, ни се струва удивително проста и същевременно оригинална – ето кое е разковничето на неговия успех. Стиви е обречен да вижда навътре в себе си. Слепотата не го депресира, напротив, дава му стимул и амбиция да успее. Близките му не могат да преценят къде е по-добър – пред компютъра, специално снабден с клавиши за Брайловата азбука, или пред пианото и синтезатора. Изключително продуктивен, усърден, изпипващ всяка песен от многото албуми (34), които е създал; участие в многобройни концерти; съвместни записи с други звезди на американската и световната поп- и рокмузика. Не на последно място се грижи за съпругата и трите им деца. Любовта към музиката е единствената сила и слабост, която го направлява както в студиото, така и на концертите заедно с „Роулинг Стоунс“, Рей Чарлз, Ерик Клептън, Майкъл Джексън, Уитни Хюстън, „Би Джийс“, „Дженезис“ и др. За 3 години, от 1974 до 1977 г. е получил 14 награди „Грами“. Внушителна цифра, особено ако добавим, че е записал 34 дългосвирещи плочи.

## Кариера
На 8 години вече е талантлив музикант. Наречен е Малкия Стиви Уондър от президента на Motown Records Бери Горди младши. Прави дебютния си запис на 12-годишна възраст. Характерният му глас, както и страхотният начин, по който свири на хармоника, са типични за първите му записи и представяния на сцена. Но Стиви не е просто чудноват имитатор на Рей Чарлз и го доказва с начина, по който свири на пиано, орган, хармоника и барабани. От 1964 г. вече не го наричат „малкия“ и така името му остава Стиви Уондър.
В следващите пет години Уондър записва хитовете си „I Was Made to Love Her“, „My Cherie Amour“, „For Once in My Life“ и „Where I'm Coming From“. В средата на 70-те продължава да прави класически хитове като „Superstition“, „You Are the Sunshine of My Life“, „Higher Ground“, „Living for the City“, „Don't You Worry 'Bout a Thing“, „Boogie On Reggae Woman“, „I Wish“ и „Sir Duke“.
На 20 години вече е изградил свой стил. Той е един от първите, които усвояват свиренето на електрическо пиано и е вдъхновение за рок музикантите. Специфичният му начин на пеене напомня на великите джаз изпълнители и емоцията в песните му го отличава от всички останали музиканти. Този плодовит период в творчеството му свършва през 1979 г. с албума „Stevie Wonder's Journey Through the Secret Life of Plants“. Все по-рядко записва албуми, въпреки че концертите му винаги са повече от успешни. Въпреки че музиката му става много изискана, пише и романтични песни като „I Just Called to Say I Love You“ (1984), която се превръща в тотален хит. Става член на Залата на славата на рокендрола през 1989 г., а през 2005 г. получава награда „Грами“ за цялостен принос. През 2008 г. Уондър става носител на наградата „Гершуин“.
Още за Стиви Уондър
- Държи рекорда за най-много спечелени награди „Грами“ – 21.
- Бившата му съпруга Сайрита умира от рак на гърдата през 2004 г.
- Освен слепотата, Стиви губи и обонянието си след катастрофа през 1973 г. Има и белег от тази катастрофа.
- Песента му от 1976 г. „Isn't She Lovely“ е посветена на дъщеря му Аиша, чието име и бебешко говорене могат да бъдат чути на записа.
- Участва в създаването на хита „We Are the World“.

## Награди
- Американски музикални награди – 1973 / 1974 / 1976 / 1977 / 1981 / 1985 / 1986
- Награда „Грами“ – 1974 / 1977 / 1986 / 1987 / 1996 / 1999 / 2003 / 2006
- Kennedy Center Honors – 1999
- Polar Music Prize – 1999
- Вписан е в Залата на славата на рокендрола – 1989
- Best Music Video Awards – 1997
- Награда ASCAP 1992/ 1997/ 2000
- Награда „Оскар“ – 1985
- Награда „Златен глобус“ – 1985

## Дискография
1. Tribute To Uncle Ray (Produced by Clarence Paul – ® & © 1962)
2. With A Song In My Heart (Produced by ClarancePaul & M. Stephenson – ® & © 1963)
3. The Twelve-year-old-genius (Produced by Berry Gordy Jr. – ® & © 1963)
4. The Jazz Soul Of Little Stevie (Produced by Clarence Paul – ® & © 1963)
5. Stevie At The Beach (Produced by Henry Cosby & C. Paul – ® & © 1964)
6. Down To Earth (Produced by Henry Cosby & C. Paul – ® & © 1966)
7. Uptight (Everything's Alright) (Produced by H.Cosby, W.Stevenson, C. Paul – ® & © 1966)
8. Someday At Christmas (Produced by Henry Cosby – ® & © 1967)
9. I Was Made To Love Her (Produced by Henry Cosby & ClarancePaul – ® & © 1967)
10. Eivets Rednow (Featuring Alfie) (Produced by Henry Cosby – ® & © 1968)
11. For Once In My Life (Produced by Henry Cosby – ® & © 1968)
12. Greatest Hits (® & © 1968)
13. My Cherie Amour (Produced by Henry Cosby – ® & © 1969)
14. Live at the Talk of The Town (® & © 1970)
15. Signed, Sealed And Delivered (Produced by Stevie Wonder – ® & © 1970)
16. Live In Person (® & © 1970)
17. Stevie Wonder's Greatest Hits Vol. 2 (® & © 1971)
18. Where I'm Coming From (Produced by Stevie Wonder – ® & © 1971)
19. Talking Book (® & © 1972)
20. Music Of My Mind (® & © 1972)
21. Innervisions (® & © 1973)
22. Fulfillingness' First Finale (Produced by Stevie Wonder – ® & © 1974)
23. Songs In The Key Of Life (® 1976 © 2000)
24. Looking Back (® & © 1977)
25. Stevie Wonder's Journey Through The Secret Life Of Plants (® & © 1979)
26. Hotter Than July (® & © 1980)
27. Stevie Wonder's Original Musiquarium (® & © 1982)
28. The Woman In Red {® & © 1984}
29. In Square Circle (® & © 1985)
30. Characters (® & © 1987)
31. Jungle Fever (® & © 1991)
32. Natural Wonder (® & © 1995)
33. Conversation Peace (® & © 1995)
34. Song Review (® & © 1996 Motown Records)
35. DVD: Songs in the Key of Life (Produced by David Heffernan – ® 1997 Wea/Rhino © 1999)
36. Ballad Collection (® & © 1999 Universal)
37. At The Close Of a Century (® & © 1999 Motown Records)
38. Bamboozled (® & © 2000 Uni / Motown)
39. The Definitive Collection (Produced by Harry Weinger, Jeff Moskow – ® & © 2002 Motown Records)
40. Conception: An Interpretation of Stevie Wonder's Songs (® & © 2003)
41. A Time To Love (® & © 2005 Motown)